# Муйонго, Мишаке
Мишаке Муйонго (англ. Mishake Muyongo; 28 апреля 1940, Линьянти, Юго-Западная Африка) — намибийский политик, в 1970-х — вице-президент СВАПО, в 1990-х — президент оппозиционного СВАПО Демократического альянса Турнхалле. Кандидат в президенты Намибии на выборах 1994 года. Лидер сепаратистского движения Каприви. После вооружённого конфликта в Каприви 1998 года эмигрировал из Намибии в Данию.

## Происхождение
Родился в регионе Замбези Юго-Западной Африки (ЮЗА) в семье этнических лози. Учился в католической миссии Катима-Мулило, затем Гокомеро (Южная Родезия). В начале 1960-х работал школьным учителем.

## Начало политической деятельности
Мишаке Муйонго активно участвовал в намибийском подпольно-повстанческом движении, но с уклоном в сепаратизм лози и Каприви. В 1964 Муйонго возглавил Африканский национальный союз Каприви (CANU), основатель которого Брендан Симбвайе исчез при неясных обстоятельствах (предположительно, похищен южноафриканскими агентами). После столкновений с полицией в Катима-Мулило Муйонго перебрался в Лусаку, затем в Дар-эс-Салам.
В Дар-эс-Саламе Мишаке Муйонго заключил соглашение с Сэмом Нуйомой (до сих пор неизвестное в деталях) о вступлении CANU в СВАПО. Впоследствии представители СВАПО отрицали, будто договорённости содержали пункт о будущей независимости Каприви.

## В руководстве СВАПО
В 1965—1969 Муйонго был представителем СВАПО в Замбии, затем секретарём по вопросам образования. C 1970 — вице-президент СВАПО, заместитель Сэма Нуйомы. Базировался преимущественно в Лусаке.
Мишаке Муйонго играл важную роль в международной деятельности СВАПО, в установлении связей организации в Западной Европе, был организатором брюссельской международной конференции по проблемам Намибии в 1972 году. Был подчёркнуто лоялен Нуйоме, участвовал в подавлении внутрипартийной оппозиции Андреаса Шипанги.
Влияние Муйонго снизилось во второй половине 1970-х, когда зарубежная штаб-квартира СВАПО была перебазирована из Замбии в Анголу. С 1980 резко осложнились его отношения с другими руководителями СВАПО. Муйонго был обвинён в тайном воссоздании сепаратистского CANU. В 1984 был арестован замбийскими властями, после чего выдворен из страны и перебрался в Сенегал.

## Во главе DTA
В 1985 году Мишаке Муйонго вернулся в ЮЗА после двух десятилетий эмиграции. Он демонстративно вышел из СВАПО, учредил Объединённую демократическую партию (UDP) и присоединился к Демократическому альянсу Турнхалле (DTA). Поскольку DTA являлся политическим противником СВАПО, Муйонго совершил впечатляющий политический зигзаг.
После провозглашения независимости Намибии в 1990 году Мишаке Муйонго возглавил DTA. Был депутатом Национальной ассамблеи. Интересно, что под руководством левого радикала и бывшего члена руководства СВАПО правоконсервативный DTA добился больших успехов. На выборах 1994 года Муйонго баллотировался в президенты Намибии и получил 23 % голосов, второе место после Нуйомы.

## Лидер мятежа в Каприви
Тогда же, в 1994, Мишаке Муйонго стал одним из основателей сепаратистской Армии освобождения Каприви. В своей политике Муйонго сделал акцент на расширение автономии Каприви, вплоть до полной независимости. Конфликт в Каприви обострился в 1998 году и в 1999 перерос в масштабные столкновения. Сепаратисты потерпели поражение.
Мишаке Муйонго вместе с бывшим губернатором Каприви Джоном Мабуку бежал из Намибии и получил убежище в Дании.

## Оценки
Мишаке Муйонго сохраняет определённый авторитет в Намибии, особенно в Каприви. Периодически поднимается вопрос об установлении с ним официальных контактов. Политический путь Мишаке Муйонго характеризуется как экстраординарный.